# Algéria történelme
Algéria történelmének nagy része a mai ország tengerparti síkságán játszódott, mely tágabb régiót gyakran Maghrebnek is neveznek. Az itt lakó berberek életét más területekről származó népesség, például a karthágóiak, a rómaiak és a vandálok befolyásolták. A régiót a 8. század elején meghódították a muszlimok, de a berber lázadás után elszakadt az Omajjád kalifátustól. Számos berber, arab, perzsa muszlim, szunnita, síita és ibádi közösség jött létre és uralkodott a mai Algéria egyes részein. Az oszmán korban Algír volt a berber rabszolga-kereskedelem központja. Az ország történetének modern kori jelentős eseményei a függetlenségi háború és az algériai polgárháború voltak.

## Őstörténet

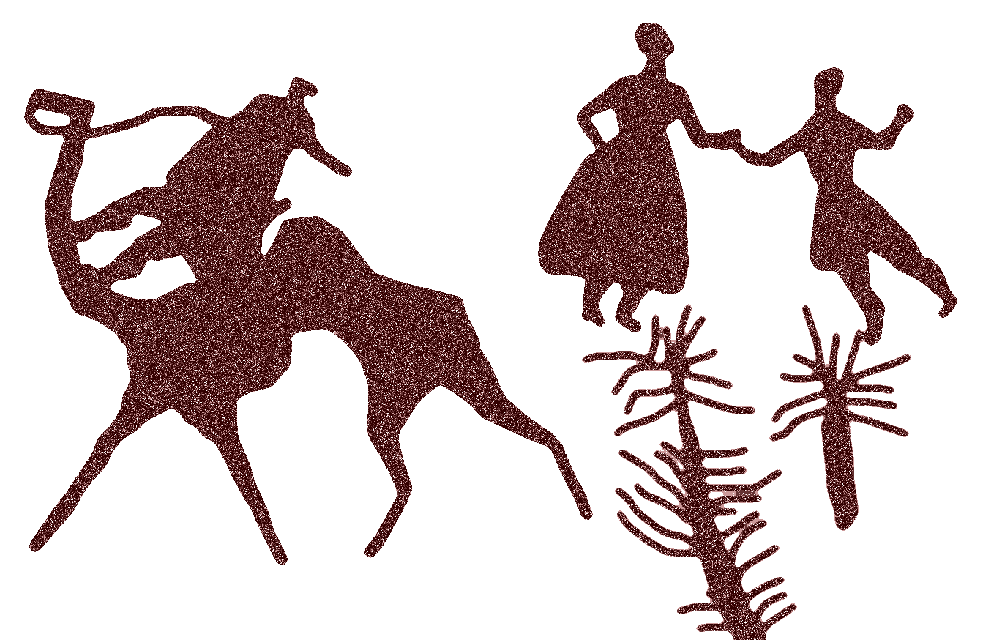
Ősi barlangrajzok a Tasszili n'Addzser hegységben

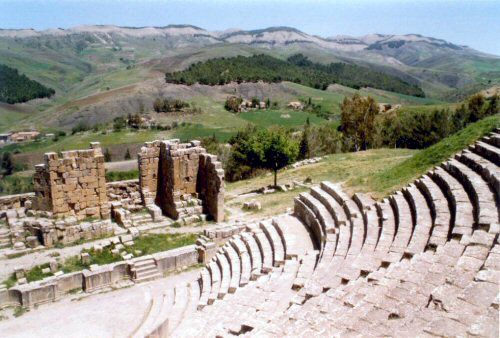
Egy színház maradványa a római időkből Djemila-ban

Az Orán közelében talált barlangrajzok i. e. 8000 körül, az úgynevezett kapszi-kultúra) a felső paleolitikum idején keletkeztek. A neolitikum (késő kapszi) az i. e. IV–II. évezredig tartott ezen a vidéken.
A régiót a berberek (vagy imazighek) lakják legalább i. e. 10000 óta. 

## Ókor
Az i. e. 12. századtól a föníciaiak kereskedelmi telepeket hoztak létre az északi partvidéken és kapcsolatba léptek a numidiai berber törzsekkel. I. e. 800 körül alapították Karthágót (Kart-Hadas – újváros). Az i. e. 3. században két numidiai királyság jött létre: a masesiliusok és a massiliusok birodalma. Masszinissza, a missiliusok királya, a második pun háborúban (i. e. 218–201) szövetségre lépett Rómával, i. e. 203-ban leigázta a Syphax vezette, Karthágóval szövetkező masesiliusokat és létrehozta a numidiai birodalmat, ahol az i. e. 3. és 2. században jelentős városok jöttek létre (Cirta, Siga, Iol, Saldae). Magas fokú volt a mezőgazdaság színvonala, élénk a kereskedelem. Pun-berber civilizáció alakult ki.
Miután a rómaiak i. e. 105-ben legyőzték Jugurtha numídiai királyt, aki heves ellenállást tanúsított a hódítókkal szemben, Numídiát felosztották. Keleti részét i. e. 46-ban Numídia, nyugati részét i. e. 42-ben Mauretania Caesariensis néven római provinciává alakították. A rómaiak számos várost alapítottak (Szétif, Icosium, Timgád). Az őslakos berberek több felkelést is indítottak, melyek közül Tacfarinas felkelése volt a legnagyobb i. e. 17–24 között.
A 2. századtól itt is terjedt a kereszténység, majd a manicheizmus is. 
A 4. században itt alakult ki a donatizmus, egy szakadár mozgalom, ami Aelius Donatus karthágói püspökről kapta a nevét. A mozgalom a hivatalos egyházzal szembeni teológiai szembenálláson túlmenően társadalmi tartalomra is szert tett. Az „igaz hit védelmének” jelszavával a rabszolgák, colonusok és kisparasztok harci ideológiája is volt a rabszolgatartók, a hivatalnokok és a papság ellen. A donatizmus feletti győzelemhez nagymértékben hozzájárult a berber származású Hippói Szent Ágoston hippói püspök (395–430) működése is, akinek igen nagy része volt a keresztény állam és társadalomtan megalapításában. (Hippo Regius volt a mai Annaba város elődje.) 
Amikor a Nyugatrómai Birodalom összeomlott, a berberek ismét függetlenek lettek számos körzetben, más területek ellenőrzését a vandálok szerezték meg (429–534), akiket végül I. Iusztinianosz bizánci császár tábornokai űzték el. A Bizánci Birodalom bizonytalan uralma az ország keleti részén az arabok 8. századi érkezéséig maradt fenn.

## Iszlamizáció és berber dinasztiák
Az i. sz. 647. és 665. évi arab támadások vetettek véget a bizánci uralomnak. Az arabok uralkodó arisztokrata kaszttá váltak és a 8. század elején Algériát a damaszkuszi Omajjád kalifátushoz csatolták. A berberek egy része néhány évtizedig heves ellenállást tanúsított, amelyet olyan berber főnökök vezettek, mint Kusyla és Kahina, a berberek tömegei azonban fokozatosan felvették az iszlám vallást, számos törzs átvette az arab nyelvet és kultúrát is.
Az araboknak fizetendő magas adók elleni harc a kháridzsiták előázsiai eredetű eretnekmozgalmában jutott kifejezésre. Ez a szekta az i. sz. 740–742 közötti fegyveres felkelés során legyőzte az Omajjádokat, és több államot hozott létre Észak-Afrikában. Ezek közül a legjelentősebb szerepet az ibadi szekta állama (egyes forrásokban a taherti királyság 761–909) játszotta a Rusztamida-dinasztia vezetésével (776-tól). Ez a fejedelemség a kháridzsizmus szellemi központja és a Szudánnal folytatott arany- és rabszolga-kereskedelem végállomása volt.
Amikor Kabiliában a kutama törzs is áttért az iszlám hitre, a síita Fátimida-dinasztia 909-ben megdöntötte a rusztamidákat és meghódította Egyiptomot, s a Magreb feletti hatalmat vazallusukra a Zirida-dinasztiára ruházták. Ezek később fellázadtak és szunniták lettek. A szunnitizmust a népes arab törzs, a Banu Hilal hozta magával, megkezdve a vidék arabosítását.
1014-ben a Zíridák oldalági leszármazottai, a Hammádidák önállósultak és kiterjesztették uralmukat a mai Algéria majdnem egész területére. Mszila, Biszkra, Szétif, Kaszentína és Bedzsája ekkor fejlődött jelentős kereskedelmi és kézművesközponttá. 1082-ben Algéria Az Almorávidák birodalmának része lett. 1152 és 1235 között az ország a marokkói Almohádok uralma alá került. Az almorávidák és az almohádok, nyugatról származó berber dinasztiái idején vallási reformátorok léptek fel, viszonylagos béke és fejlődés volt.
Az almohádok összeomlása után Algéria a három utódállam csatatere lett. 1235-ben az ország nyugati részén az Abdelvádidák létrehozták a tlemceni (tilimszáni) királyságot, ami 1554-ig állt fenn. A marokkói Marínidákkal, valamint a tuniszi Háfizidákkal kirobbant konfliktusok következtében a tlemceni királyság uralma alatti terület a 13. század végétől leszűkült. Algériában megkezdődött a feudális széttagoltság időszaka. A 14. században a Szudánból idáig vezető aranykereskedelmi útvonalak forgalma Egyiptom felé fordult, a távolsági kereskedelem hanyatlásával párhuzamosan a központi hatalom is meggyengült.
A 15. században lakosság iszlamizációja, a malekita szertartás szerinti szunnita irányzat uralkodóvá válása befejeződött. A berber hegyi lakók (Kabilia, Aurès, Ouarsenis) megtartották nyelvüket, a lakosság zöme azonban átvette az arab nyelvet. A 15-17. században a Spanyolországból elűzött mórok és zsidók telepedtek le a városokban. A 15. és a 16. században a spanyolok megindították támadásaikat és a partvidék zaklatását. Számos tengerparti várost elfoglaltak (1505. Mersz el-Kebir, 1508.Ténès és Orán, 1510. Bougie és az algíri Peñon), s innen indítottak támadásokat az ország belseje ellen. 1510-ben Tlemcen spanyol uralom alá került.

## Oszmán-török uralom

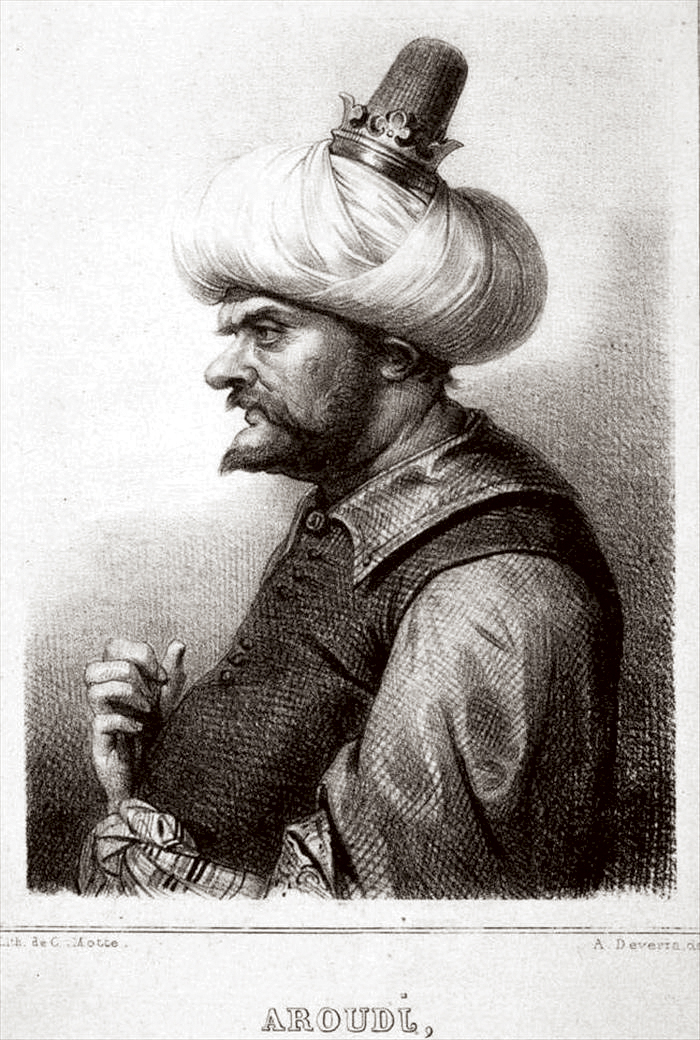
Arudzs Barbarossa

A spanyol fenyegetéssel szemben az algíriak a török kalózokhoz fordultak segítségért. Arudzs (Aruj) Barbarossa török kalóz katonai despotizmust vezetett be a városban. Halála után fivére, Khaireddin (Hajreddin,Khair ad-Din) Barbarossa átvette a Mouhoubi-dinasztiától a hatalmat, majd 1518-ban az egész országra kiterjesztette uralmát. A belső zavarok leküzdése végett Barbarossa 1519-ben elismerte I. Szelim török szultán fennhatóságát, aki beglerbéggé nevezte ki és katonai segítségként janicsárokat küldött neki. A beglerbégek 1587-ig visszaverték a spanyol hódítási törekvéseket. V. Károly spanyol király csapatai 1541-ben Algír előtt szenvedtek vereséget. A legtöbb algériai város felszabadult a spanyol megszállás alól, Orán kivételével. Az algériai beglerbégek a marokkói szultán hódító törekvéseit is megakadályozták, elfoglalták Tlemcent, a spanyol hűbéres birodalmat 1554-ben, és meghódították a tuniszi Hafizida királyságot is 1574-ben. Az uralkodó felső réteg a janicsár tisztikar (odzsak) volt. Tagjai a kalózkapitányokkal (raiszok) versengtek.
Az ő idejükben szilárdultak meg Algéria modern határai északon. A partvidéken kalózbázisokat hoztak létre; erős kalózflottát tartottak fenn, ez a kalózkodás Algírban az 1600-as években volt a csúcson. 1578 és 1659 között a szultán által kinevezett török pasák uralkodtak, akiknek egyre súlyosabb problémákat okoztak a janicsárok és a raiszok. A janicsárok aztán 1659-ben megvonták a pasák jogait és a saját agáikat juttatták hatalomra. Majd 1671-től 1830-ig a katonák által választott bégek uralkodtak. Uralmuk a római praetoriánus rendszer jellegét öltötte. Ezt a hatalmi rendszer a tisztikarnak a közigazgatásban játszott döntő szerepe, a központi hatalomnak a tartományokban független uralkodóként kormányzó bégekkel szembeni gyengesége és az országrészek laza kormányzása jellemezte. Az algíri állam 1711-től 1830-ig formailag az Oszmán Birodalomhoz tartozott ugyan, de gyakorlatilag független volt. Önálló külpolitikát folytatott és élénk kereskedelmi kapcsolatokat tartott fenn Európával. A kalóztámadások azonban súlyos zavarokat okoztak a földközi-tengeri hajózásban, s emiatt az európai hatalmak egyre többször beavatkoztak. Az amerikai hajók elleni kalóztámadások a mediterrán térségben az Egyesült Államok első (1801–1805) és második (1815) barbárok elleni háborújához vezettek. A kalózkodás elleni törvény értelmében a hajókon elfogott kalózok rabszolgák lettek; a kalózok viszont Dél- és Nyugat-Európából hurcolták rabszolgaságba a part menti falvak lakóit.
Nyugat-Európában a barbár kalózportyáknak nem szakadt vége 1816-ig, amikor a Brit Királyi Haditengerészet hat holland hajó támogatásával elpusztította Algír kikötőjét és a barbár flottát.
Spanyolország ekkoriban a helyi lakosok védelmére hivatkozva megszállta Algéria kikötőit.

## Francia gyarmatosítás

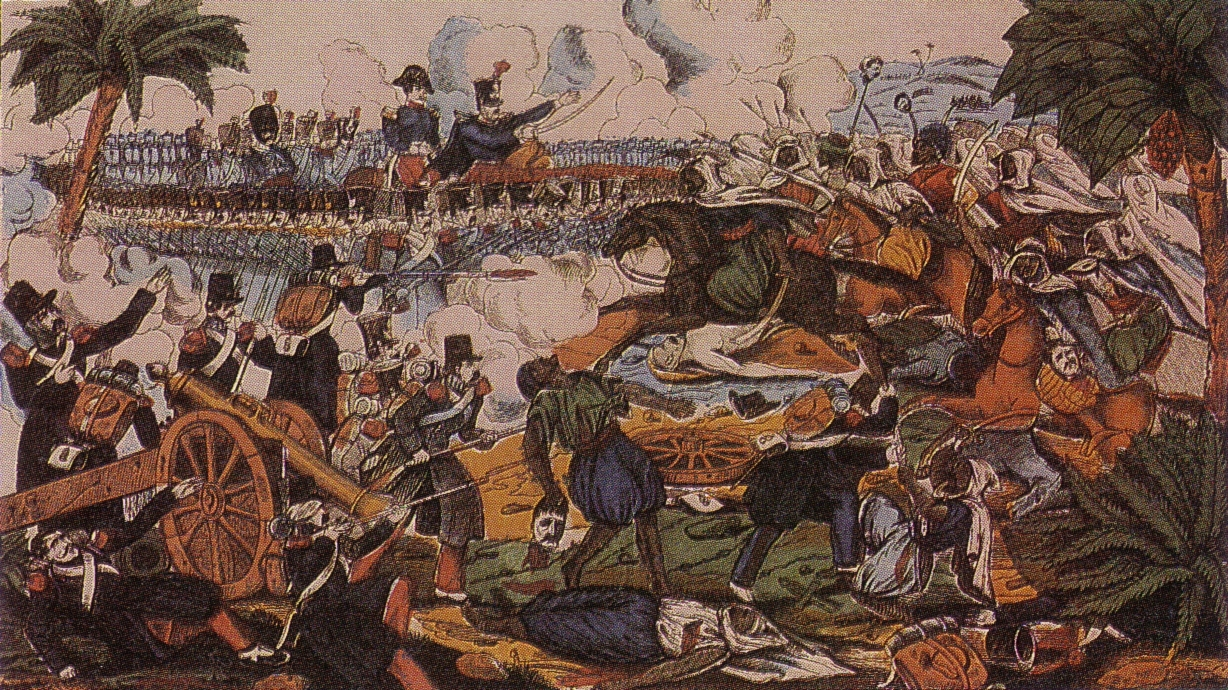
Kaszentína megtámadása 1836-ban

Algériát a franciák 1830-ban kezdték megszállni Franciaország kereskedelmi érdekeinek védelme címén. 1830. június 14. és július 5. között 36 000 fős expedíciós haderő szállt partra és verte le a török csapatokat. A francia hadsereg véres háborúban foglalta el az algériai partvidéket: az ott élő lakosságnak csaknem egyharmada pusztult el a harcokban és a civil lakosság ellen tervszerűen elkövetett atrocitásokban. A franciák kezdetben csak Blida, Annába, Bedzsaia és Orán városokat foglalták el.
1832-ben robbant ki az Abd el-Káder vezette felkelés a franciák ellen, melyet csak 1847-ben, a felkelők isly-i csatavesztése után sikerült végleg leverni. 1834. július 22-én Algériát francia birtokká nyilvánították, és főkormányzót neveztek ki az élére. Észak-Algériában három megyét hoztak létre. Az állami földeket, az iszlám közösségek földjeit a gyarmatosítók elkobozták, számos törzset pedig elűztek a földjéről. A gyarmatosító nagybirtokos réteg kezében egyre nagyobb földterületek összpontosultak. Hatalmas agrártársaságok alakultak, amelyek több mint 10 000 hektár fölött rendelkeztek (pl. a Compagnie Genevoise és a Société Générale Algérienne). 1870-től a franciák nagy létszámú betelepítéssel a partvidék kulturális arculatát, etnikai összetételét és birtokviszonyait a bennszülött lakosság számára előnytelenül megváltoztatták.
Az anyaországon kívüli területek között Algéria speciális státusszal bírt: bár gyakorlatilag „gyarmatnak” számított, közigazgatási értelemben Franciaország tengeren túli megyéje volt. A franciák által irányított területek közül Algériában telepedett le a legtöbb anyaországi telepes (colon), akiket leszármazottaikkal együtt mindmáig pied noir-oknak (fekete lábúak, a partraszálló francia katonák csizmájának színe után) neveznek. A pied noir-ok Algériában európai életmódot honosítottak meg, és kialakították az ország nagyvárosainak máig domináns arculatát. Az anyaország jogállami berendezkedéséből Algéria helyi lakossága nem sokat érezhetett, hiszen nem rendelkeztek az európaiakat megillető jogokkal. A bennszülöttekre a gyarmati igazgatás törvényei vonatkoztak, míg a „fekete lábúak” francia állampolgárnak minősültek. Az algériaiak közül 1870 és 1946 között csupán egy csekély kisebbség szerezte meg a francia polgárjogokat, mivel ennek feltétele a muszlim személyi jogállás feladása volt. Tagadhatatlan azonban, hogy a gyarmatosított országban megpezsdült a gazdasági élet, fejlődött az elsősorban francia exportra termelő szőlő- és gabonatermelés. A nyersanyagtermelés (főleg vasérc és foszfát bányászata), a bankok és a külkereskedelem, a gyengén fejlett iparvállalatok szinte kivétel nélkül az anyaországi, francia tőke, vagy a vele szoros kapcsolatot tartó helyi telepesek kezében volt. Ugyanakkor a belföldi kézműipart tönkretette az ipari tömegcikkek behozatala. Az első világháború után Algír a második legnagyobb „francia” kikötő lett.
A második világháború alatt Algéria a „Szabad Franciaországot” jelentette. A szövetséges csapatok 1942 végén, a Torch hadműveletben szálltak partra Algériában. A franciák részben Algéria területéről szervezték a megszálló Németország elleni ellenállást.
A gyarmatosítás több mint egy és negyedszázados története mindmáig heves történészi és közéleti viták tárgya. Egyes európaiak (elsősorban nacionalista politikusok) a gyarmatosítás korszakát hajlamosak civilizációs misszióként bemutatni, ami sérti a francia igazgatás korszakában elnyomott helyi lakosságot. Az algériai vallási integrista és/vagy nacionalista mozgalmak pedig minden baj okozóját a francia megszállókban (általában pedig a Nyugatban) vélik megtalálni.

## A függetlenségi háború

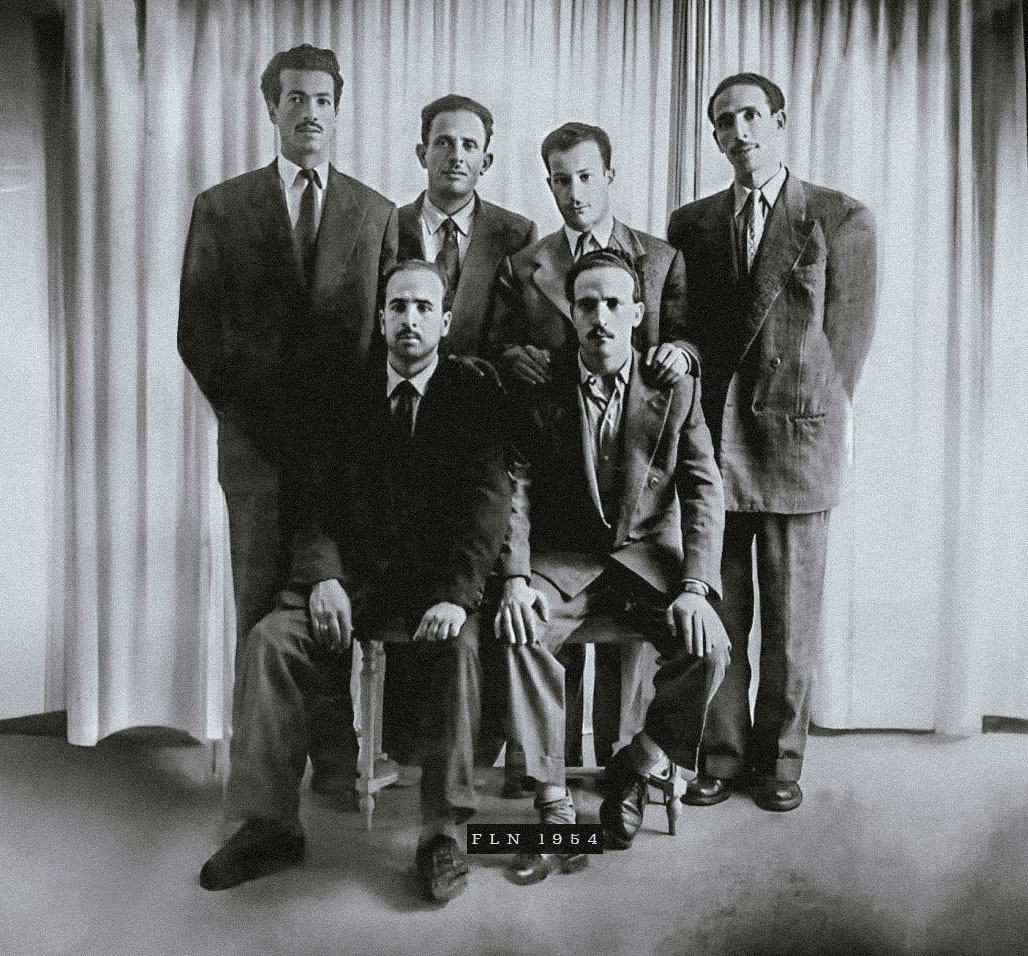
Az FLN vezetői 1954-ben

A gyarmatosítók elleni szervezkedések már az I. világháborút követően elkezdődtek és az 1930-as években értek el komolyabb szervezettséget. Az Észak-Afrika Csillaga nevű csoport, Messzali Háddzs vezetésével 1933-tól a függetlenség követelésével lépett fel. A haladó nemzeti pártok mind felvették a harcot a demokratikus szabadságjogokért, az algériaiak szociális helyzetének javításáért, az arab-iszlám kultúra megőrzéséért és a függetlenség kérdését is felvetették. E pártok legjelesebb képviselője volt Ben Dzsallúl, Ferhát Abbász és Ben Bádi. 1936-ban jött létre a Muzulmán Kongresszus nevű antiimperialista tömörülés, amely szorosan együttműködött a francia népfronttal. 1943 februárjában a Ferhát Abbász köré csoportosult nemzeti erők megfogalmazták az Algériai Nép Manifesztumát, amiben a Franciaországgal szövetségben lévő független Algéria megteremtését követelték a háború befejezése után. Az ország keleti területén 1945 májusában fegyveres felkelés robbant ki, amit a francia gyarmati hadsereg brutálisan elfojtott, az áldozatok száma meghaladta a 10 ezret. A felkelés hatására kibocsátott 1947. évi statútum a franciákkal azonos jogokat biztosított ugyan a muszlimoknak, de a gyarmati elnyomáson lényegében nem változtatott. Így a kispolgári, nacionalista MTDL (Mozgalom a Demokratikus Szabadságjogok Győzelméért) szervezetéből kiváltak a fegyveres harc hívei és megalakították a Nemzeti Felszabadítási Frontot (FNL). Az FNL 1954. november 1-jén fegyveres felkelést robbantott ki. Az FLN-hez csatlakoztak a magukat feloszlató nacionalista pártok is. 1956 augusztusában az FNL kongresszust tartott Szummánban (Soumman), melyen elfogadta nemzeti forradalom programját. Ekkor már Algériában 400 000 főnyi francia hadsereg harcolt az algériai hazafiak ellen és francia–angol intervenció történt Egyiptomban (Szuezi-válság, második arab–izraeli háború). 1957-ben a tunéziai–algériai határon a franciák kiépítették a Morice-vonalat (Annabától Tebessáig). 1958. május 13-án a gyarmatosítók és a francia hadsereg jobboldali körei Algírban puccsot hajtottak végre, ami nagyban hozzájárult de Gaulle hatalomra jutásához és a IV.Köztársaság bukásához. 1958. szeptember 19-én Ferhát Abbász vezetésével Kairóban megalakult az Algériai Köztársaság Ideiglenes Kormánya. 1959. szeptember 16-án, miután az ismételten megindított nagy katonai hadműveletek sem hoztak a franciák számára eredményt, de Gaulle elismerte Algéria önrendelkezési jogát. 1960 júniusában Melunban kezdődtek meg a tárgyalások a francia kormány és az ideiglenes algériai kormány képviselői között. A tárgyalásokat ellenzők – Challe, Jouhaud, Zeller és Salan tábornokok vezetésével – 1961. április 22-én sikertelen puccsot hajtottak végre, s ennek nyomán jött létre az OAS nevű terrorszervezet. A nyolc évig tartó algériai háború végül az 1962. március 19-ei tűzszüneti megállapodással és az Algéria függetlenségét elismerő éviani egyezmény aláírásával fejeződött be.
Kétségtelen, hogy az Algéria függetlenségéhez vezető háborúban mindkét hadviselő fél olyan eszközöket alkalmazott, amelyeknek célja a civil lakosság terrorizálása volt. A francia hadsereg brutálisan bánt el a lázadókkal, és komolyabb rajtaütésekkor a civil lakosságot sem kímélte. A francia uralom ellen lázadók egyes paramilitáris szervezetei pedig az ártatlan polgári lakosság ellen követtek el számtalan véres merényletet. A francia politikai elit meghatározó része egészen az '50-es évek végéig azon az állásponton volt, hogy Algéria nem válhat függetlenné. Ennek az attitűdnek emlékezetes illusztrációja a későbbi szocialista államfő, az '50-es években Pierre Mendès France kormányában belügyminiszterként szolgáló François Mitterrand-tól származik: „L'Algérie, c'est la France” (Algéria = Franciaország). Algéria esetében természetesen sokkal rögösebb volt a függetlenséghez vezető út mint az '50-es évek közepére már függetlenné vált Tunéziában és Marokkóban: a milliós nagyságú francia lakosság érdekei eleve megkötötték az anyaországi politikusok kezét. Az elhúzódó, egyre véresebbé váló algériai háború végül alkotmányos válsághelyzethez vezetett Franciaországban, amit a németek elleni felszabadító háborút vezénylő Charles de Gaulle tábornok 1958. évi újbóli színrelépése (ellenfelei akkori szóhasználattal „puccsa”), majd a nemzetgyűlés általi felhatalmazása (és köztársasági elnökké választása) mozdított ki a holtpontról. De Gaulle fellépése nemcsak abban a tekintetben volt meghatározó, hogy a francia politikai elit (négy év további kemény háborút követően) belátta, hogy az algériai függetlenség elkerülhetetlen, hanem Franciaország máig érvényes alkotmányos berendezkedésnek (az V. köztársaságnak) a megteremtésében is.

## A független Algéria

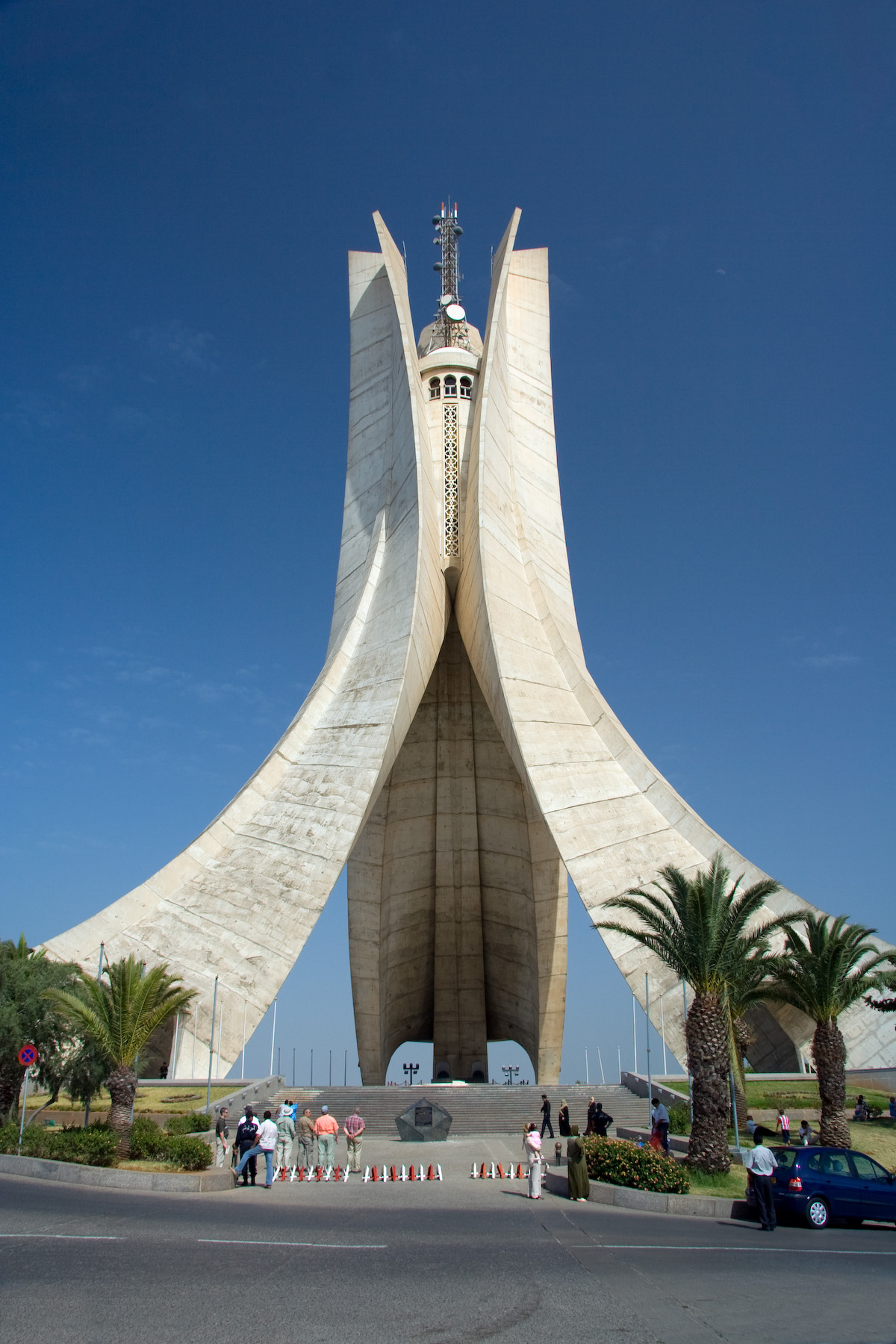
A hősök emlékműve Algírban

1962. június 3-án Franciaország elismerte Algéria függetlenségét, majd július 5-én maga Algéria is deklarálta azt. A függetlenség kivívását követően a kapcsolatok a volt gyarmattartóval csak lassan normalizálódnak, a 2000-es évek első évtizedében (az algériai polgárháború végeztével) azonban újabb lendületet kaptak.
Az önállósult Algéria egy sajátos fejlődési pályára lépett, mely ötvözte az arab nacionalizmus és az államszocializmus bizonyos elemeit. Az iparban és a mezőgazdaságban jelentős államosításokra került sor. Az iszlámot Algéria államvallásává tették – ezzel együtt Algéria államvezetése és közigazgatása a világi berendezkedésű arab államokénál lényegében semmivel sem volt vallásosabb. A több mint egymilliós francia lakosság nagy része a '60-as években elhagyta az országot. Az olajbevételek fokozódásával nagy beruházásokat eszközöltek, melyeket részben hitelből fedeztek. Az ország függetlenségét követően belépett az Arab Ligába és az Afrikai Unióba. A '80-as évek végén alapító tagja volt az Arab Magreb Uniónak.
A függetlenség első éveiben a hatalmi elitet komoly belharcok osztották meg. Az országot 1962-től irányító Ahmed Ben Bella elnököt korábbi harcostársa, Houari Boumedien 1965. június 19-én vértelen puccsal távolította el a hatalomból. Boumedien 1979-ben bekövetkezett váratlan halát követően Chadli Bendjedid elnök állt az ország élére.
A függetlenségtől kezdve az országot megszakítás nélkül vezető, gyakorlatilag "állampárt" szerepét betöltő Front de la libération nationale (FLN) a '80-as évek vége felé a rendszer bizonyos fokú liberalizálását tűzte ki célul. Ennek egyik első lépéseként 1989-ben többpárti önkormányzati választásokat rendeztek. Ekkor erősödött meg, és vált országos politikai mozgalommá az Algéria iszlám köztársasággá átalakítását zászlójára tűző Front islamique du salut (FIS). Az országot irányító FLN és a két és fél évtized során megszilárdult klientúra érdekeit elszántan védelmező katonai elit természetesen nem nézte jó szemmel az iszlamista ellenzék megerősödését. (Az iszlám integrista mozgalmak térnyerésének egyik első jeleként algériaiak százai harcoltak a szovjet megszállás ellen küzdő Afganisztánban a felkelők oldalán. Ezek az országba visszatérve a belpolitikára koncentrálva folytatták az ideológiai, majd egyre inkább fegyveres harcukat.)
Az, hogy a társadalmi elégedetlenség vallásos köntösben jelent meg szinte magától értetődőnek tűnhet: a függetlenséget követően az országot kormányzó, korábbi forradalmi "élcsapat" pazarló, korrupt uralma a szerényebb körülmények között élő, gyorsan növekvő népességben érthető visszatetszést váltott ki. Az egyszerűbb néptömegek és nem kevés, a korrupt állampárti évtizedektől megundorodott, magasan képzett értelmiségi számára a szekuláris, modern társadalom az FLN bürokratikus uralmát jelentette. Ennek puritán alternatívájaként válhatott vonzóvá az iszlám integrista mozgalom és legfőbb ereje, a FIS. A FIS meghatározó vezetői, kiváltképp Abassi Madani és Ali Belhadj karizmatikus, a tömegek nyelvén értő szónokok. Madani az Algíri Egyetem szociológiaprofesszoraként már a '80-as években konfliktusba került az állami vezetéssel, amikor a francia helyett az arab nyelvű egyetemi oktatás mellett állt ki. A FIS 1989-es alapításakor Madani jelentette be, hogy a mozgalom célja az iszlám jogrend, a saría bevezetése. (Ennek gyakorlati vonatkozásai mindmáig homályosak és vita tárgyát képezik: a jogrendjükben a sariát alkalmazó (vagy arra hivatkozó) országok, mint például Szaúd Arábia vagy Mauritánia közötti különbségek gyakran jelentősebbek mint a hasonlóságok.)

## Polgárháború
Az 1991 júniusára kiírt választásokat az államvezetés előbb 1992 januárjára halasztotta. Majd amikor a választásokat a fundamentalista párt (FIS) megnyerte, a hadsereg közbelépett. Kezdetét vette a majdnem egy évtizedig tartó, példátlanul véres algériai polgárháború. A konfliktus elfajulását követően a FIS (amelynek számos vezetőjét és aktivistáját bebörtönözték) kifejezetten mérsékeltebbnek tűnt az iszlamista mozgalom fegyveres szárnyát képviselő Groupe Islamique Armé-val (GIA) összehasonlítva. A Chadli Bendjedidet követő, marokkói száműzetéséből hazatérő, a függetlenségi háborúban az FLN oldalán harcoló Mohammed Boudiafot 1992 nyarán szélsőséges fegyveresek agyonlőtték, utódja Ali Kafi lett. A radikális fegyveres csoportok a '90-es évek végéig rettegésben tartották a civil lakosságot. Látszólag minden előjel vagy különösebb indok nélkül mészároltak le ártatlan embereket, pusztán azzal a céllal, hogy az ország élete ne térhessen vissza a normális kerékvágásba. Ezzel párhuzamosan etnikai színezetű, gyakorlatilag etnikai tisztogatásba hajló akciók is történtek a radikális iszlamisták részéről, akik nem arab nemzetiségű, elsősorban berber lakosok ellen hajtottak végre terrorakciókat, mivel ezen csoportok az iszlám vallást az arab nemzetiséggel és nyelvvel azonosították, következésképp a nem arabul beszélő kisebbségek, noha szintén muzulmán vallásúak voltak szintén ellenségnek számítottak. Mindennek tetejében állami erőszakszervezetek is sorozatosan követték el a kihágásokat: az iszlamista harcosok fészkének számító településeken tartott rajtaütések alkalmával kíméletlenül és válogatás nélkül gyilkoltak. Nyugati és algériai ellenzéki források szerint az algériai hatalom számos büntetőtábort működtet(ett), ahol letartóztatási parancs vagy ítélet nélkül tartottak fogva, illetve kínoztak foglyokat. 1993 végére patthelyzet alakult ki. A kormány elveszítette a nép bizalmát. 1994 januárjában miután feloszlatták a Legfelsőbb Államtanácsot, Lamine Zerual tábornokot nevezték ki elnökké. 1994 elején a fundamentalisták zaklatásai miatt a külföldi származású lakosok ezrei menekültek el az országból, elsősorban Franciaországba.
Az 1995 novemberi elnökválasztást az ellenzék bojkottálta. A következő években az iszlám fundamentalistáknak a vidéki lakosság ellen elkövetett vérengzései hívták fel Algériára a világ figyelmét, melyek közül a leghírhedtebb a bentalhai mészárlás volt (több mint 400 halottal, akiket a leírhatatlan brutalitással öltek meg). A falvakban éltek a legnagyobb számban a berber nemzetiségűek, akik a szélsőségesek kifejezett célpontjai voltak.
A '90-es évek végétől a polgárháború előbb csillapodni látszott, majd az algériai gazdaság talpráállásával véget ért. A FIS katonai szárnya 2000-ben oszlatta fel magát, több militarista a nemzeti megbékélés érdekében amnesztiát kapott. A 2000-es évtizedben jelentősen emelkedő kőolaj- és földgázárak jelentősen hozzájárultak a nemzetgazdaság fejlődéséhez. Algéria egyre fontosabb szerepet játszik Európa szénhidrogén-ellátásában, ennek egyik stációja az országot Olaszországgal összekötő gázvezeték. (Az orosz „gázfüggőség” kiváltására vagy ellentételezésére kelet-közép-európai országokban is rendre felmerül az algériai földgáz igénybevétele.) A rekordösszegű szénhidrogén-bevételek azonban nemcsak a gazdaság fejlődésben, hanem az országot évtizedek óta uraló katonai-politikai elit hatalmának megszilárdításában is szerepet játszanak. Ennek egyik folyományaként Algéria 2004-től kezdődően szinte teljes egészében modernizálta a hadsereg logisztikáját.
Az állampárti gyökerű hatalmi elit a '90-es évek végétől gazdasági nyitást is végrehajtott: az országba külföldi befektetések érkeztek, bizonyos vállalatokat privatizáltak. A hatalom szerkezet azonban a '80-as évek vége óta változatlan. A választásokon rendre a kontinuitást képviselő pártok, és a stabilitást éberen őrző hadsereg bizalmát bíró elnökjelöltek győznek.